# La Balme-de-Sillingy
La Balme-de-Sillingy  là một xã trong tỉnh Haute-Savoie thuộc vùng Auvergne-Rhône-Alpes đông nam Pháp.